# Онопенко Василь Васильович
Оно́пенко Васи́ль Васи́льович (нар. 10 квітня 1949, с. Великі Крушлинці, Вінницька область, Українська РСР, СРСР) — український політик та правник. Голова Верховного Суду України з 2 жовтня 2006 року по 29 вересня 2011 року.
З 29 вересня 2011 року — суддя цивільної палати Верховного Суду України.

## Життєпис
Народився 10 квітня 1949 р. у Великих Крушлинцях (Вінницька область) у селянській сім'ї.
У 1969  закінчив Львівський електротехнікум зв'язку.
У 1975 — Харківський юридичний інститут. Кандидат юридичних наук. Кандидатська дисертація — «Актуальні проблеми кодифікації цивільного законодавства суверенної України» (1994 р.).

### Кар'єра
У 1975–1976 роках стажувався у Вінницькому та Літинському районному судах.
У 1976 році обраний народним суддею, очолював Літинський районний суд.
У 1981–1985 роках працював заступником голови Чернівецького обласного суду, з 1985 року — суддя цивільної колегії Верховного Суду України.
У 1991 році призначений заступником міністра юстиції України з питань законодавства. У жовтні 1992 р. став міністром юстиції України.
У 1994 році очолив Партію прав людини. Після об'єднання ППЛ з СДПУ і Українською партією справедливості обраний головою Соціал-демократичної партії України, що з 1996 р. отримала назву Соціал-демократична партія України (об'єднана)
Звільнився з посади міністра юстиції у серпні 1995 року на знак протесту проти неналежного розслідування подій 18 липня 1995 р. на Софійській площі (побиття міліцією людей під час поховання патріарха УПЦ-КП Володимира).
Обраний до Верховної Ради за об'єднаних соціал-демократів (третє місце у списку після Леоніда Кравчука та Євгена Марчука). У жовтні 1998 року був позбавлений посади голови СДПУ(О) і разом з однодумцями створив Українську соціал-демократичну партію. У Верховній Раді перейшов до групи «Незалежні».
У 1999 році від імені УСДП балотувався на посаду президента. Здобув менше ніж 1 % голосів.
У грудні 1999 року приєднався до фракції «Батьківщина», став її уповноваженим представником. Напередодні парламентських виборів 2002 року УСДП увійшла до складу «Блоку Юлії Тимошенко», і Онопенко був обраний до Верховної Ради за списками БЮТ. Очолив парламентський комітет з питань правової політики. Втретє став народним депутатом знову за списком БЮТ у 2006 році.
З травня 2000 року був членом Вищої ради юстиції.
У 2002 році обраний суддею Верховного Суду України, а 2 жовтня 2006 року очолив Верховний Суд України.
На той момент він «за сумнівних обставин» суміщав статус судді з роботою депутатом від блоку Тимошенко.
Вважається, що головною причиною радикального зменшення повноважень Верховного суду, яке відбулося у 2010 році, було бажання позбавити представника опозиційної політсили Василя Онопенка повноважень щодо контролю над судовою системою.
У лютому 2011 року порушувалася кримінальна справа проти дочки Онопенка, Ірини.
Проте, 11 березня 2011 року Пленум Верховного Суду України провалив пропозицію щодо висловлення недовіри Василю Онопенку (17 з 46 присутніх суддів).
29 вересня 2011 р. термін перебування Онопенка на посаді Голови ВСУ збіг.
На виборах до Верховної ради 2012 року кандидат у народні депутати у окрузі № 14.

## Відзнаки
За особисті заслуги у здійсненні правосуддя, значний внесок у забезпечення захисту прав громадян Указом Президента України присвоєно почесне звання Заслужений юрист України (2005).
Кавалер ордена князя Ярослава Мудрого V ступеня (23 червня 2009).

## Родина
Дружина — Лариса Григорівна, дочки Лада й Ірина. Зять — Корнійчук Євген Володимирович.